# Раздел Ирландии

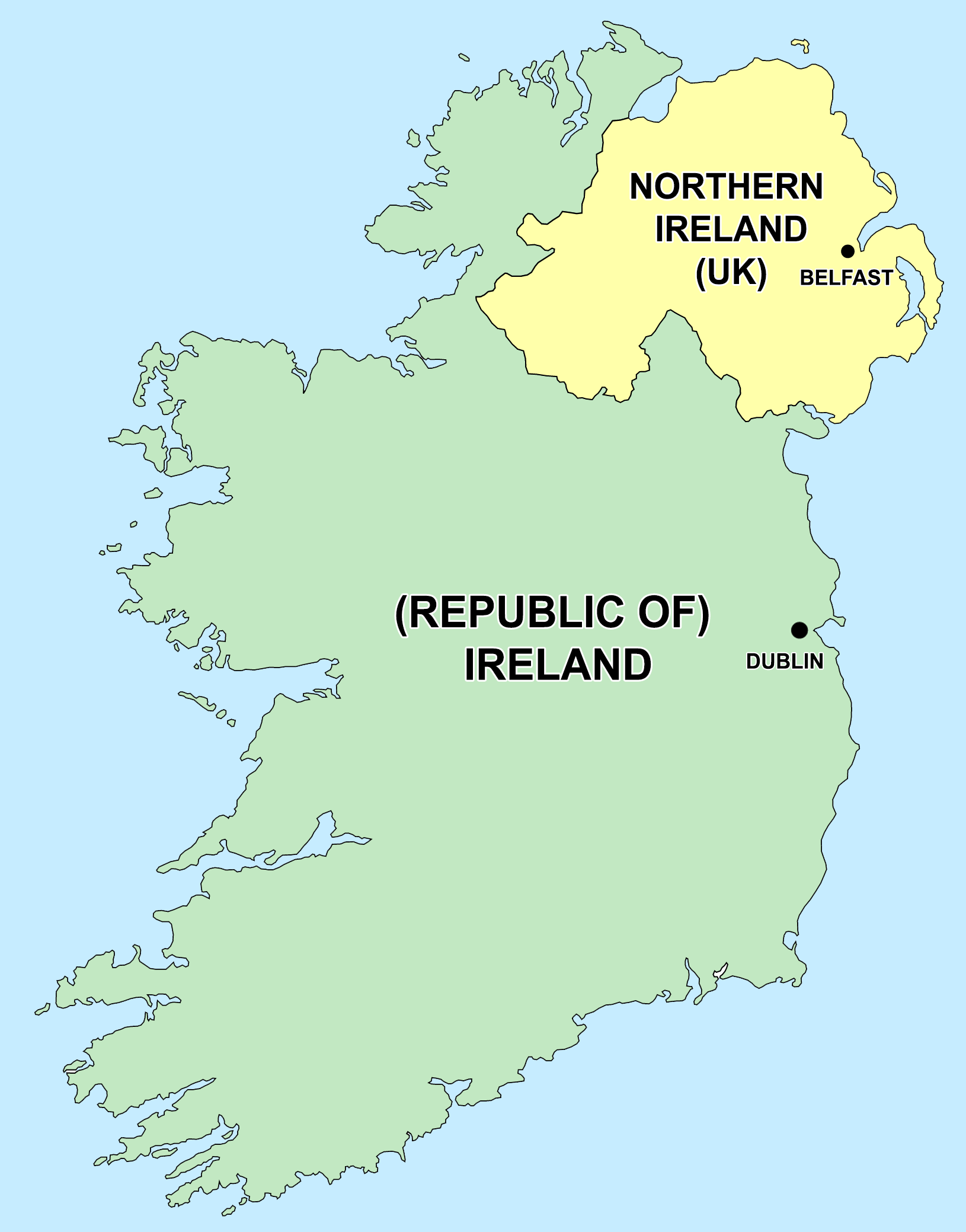

Раздел Ирландии — произошедшее в 1921 году разделение острова Ирландия на две территории: Северную (как часть Соединённого Королевства Великобритании) и Южную Ирландию (позднее — Ирландское Свободное государство, ныне Республика Ирландия). До этого с 1801 года весь остров был частью Королевства Великобритании и Ирландии и управлялся как единое целое.
Разделение произошло, когда Парламент Великобритании принял 9 мая Правительственный акт Ирландии 1920 года и создал Северную и Южную Ирландию в статусе доминионов Великобритании. В 1922 году Северная Ирландия подчёркнуто использовала возможность войти в состав Соединённого Королевства (орган, де-факто исполнявший роль североирландского парламента, направил прошение королю Георгу V).
До раздела Ирландское движение за самоуправление (Гомруль)  вынудило Британский парламент внести законопроекты, которые дали бы Ирландии относительно независимое правительство в пределах Великобритании (Home Rule). Это привело к Кризису Гомруля (1912–1914), когда Ольстерские юнионисты/лоялисты основали крупную военизированную организацию (не менее 100 000 человек), под названием "Ольстерские добровольцы", ставившей своей целью предотвращение контроля над Ольстером ирландским правительством. Британское правительство предложило исключить весь Ольстер или его часть, но кризис был прерван Первой мировой войной (1914–1918). Поддержка независимости Ирландии росла во время войны и в особенности после вооруженного восстания 1916 года, известного как Пасхальное восстание.
Ирландская республиканская политическая партия Шинн Фейн получила подавляющее большинство ирландских мест в Британском парламенте на выборах 1918 года. Избранными членами парламента был сформирован отдельный Ирландский парламент и провозглашена независимая Ирландская Республика, охватывающая весь остров. Это привело к войне за независимость Ирландии (1919–1921), последовавшему партизанскому конфликту между Ирландской республиканской армией (ИРА) и британскими войсками. В 1920 году британское правительство внесло ещё один законопроект о создании двух автономных правительств: одного для шести северных графств (Северная Ирландия) и другого для остальной части острова (Южная Ирландия). Это было принято как Закон о правительстве Ирландии 1920 года, и он вступил в силу как fait accompli («свершившийся факт»)  3 мая 1921 года. После выборов 1921 года юнионисты Ольстера сформировали правительство Северной Ирландии. Однако Южное правительство не было сформировано, поскольку республиканцы признавали только целостную Ирландскую Республику. В 1920–1922 годах в тех графствах, что стали Северной Ирландией, раздел сопровождался насилием «в защиту или против нового урегулирования» – см. Проблемы в Северной Ирландии (1920–1922). В первой половине 1922 года ИРА начала «Северное наступление» в приграничных районах Северной Ирландии, которое вскоре потерпело неудачу. В столице Северной Ирландии, Белфасте, происходило «дикое и беспрецедентное» межобщинное насилие, в основном, между протестантами и католиками. Более 500 человек были убиты и более 10 000 стали беженцами, большинство из них из католического меньшинства.
Ирландская война за независимость привела к перемирию в июле 1921 года и к англо-ирландскому договору в декабре того же года. Согласно договору, территория Южной Ирландии должна была выйти из состава Великобритании и стать Ирландским свободным государством. Парламент Северной Ирландии мог проголосовать за ее включение или исключение из Свободного государства, а затем комиссия могла перечертить или подтвердить временную границу. Северное правительство решило остаться в Великобритании. Пограничная комиссия предложила небольшие изменения границы в 1925 году, но они не были реализованы.
После раздела большинство ирландских националистов/республиканцев продолжают стремиться к объединенной и независимой Ирландии, в то время как ольстерские юнионисты/лоялисты хотят, чтобы Северная Ирландия осталась частью Великобритании. На протяжении многих лет юнионистские правительства Северной Ирландии обвинялись в дискриминации ирландского националистического и католического меньшинства. В 1967 году юнионисты выступили против кампании за гражданские права, направленной на прекращение дискриминации, рассматривая ее как республиканский фронт. Это способствовало разжиганию Смуты (ок. 1969–1998), тридцатилетнего конфликта, в котором погибло более 3500 человек. В соответствии с "Соглашением Страстной пятницы" 1998 года ирландское и британское правительства и основные политические партии согласились на правительство с разделением власти в Северной Ирландии, и что статус Северной Ирландии не изменится без согласия большинства ее населения. Договор также подтвердил открытую границу между обеими юрисдикциями.

## Предыстория

### Движение за автономию "Гомруль"

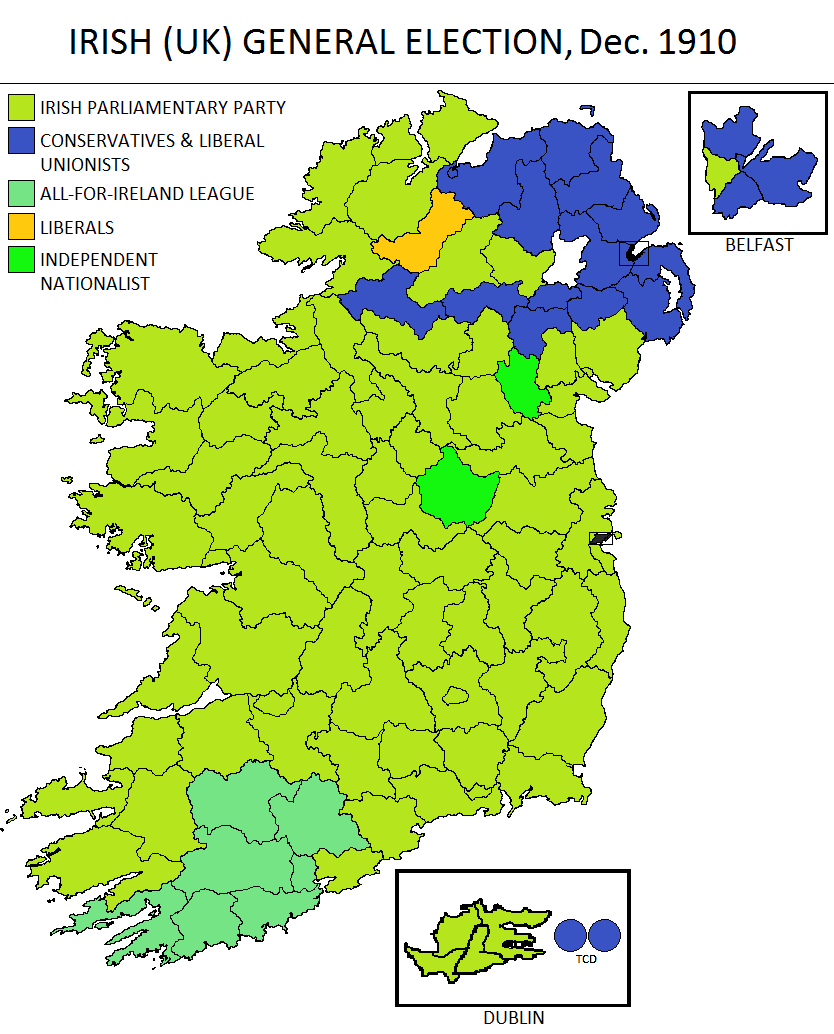
Результаты выборов в Британский парламент в 1910 году в Ирландии, показывающие значительное большинство голосов у ИПП.

В XIX веке ирландское националистическое Движение за самоуправление (Гомруль) вело кампанию за то, чтобы Ирландия получила самоуправление, оставаясь при этом частью Соединенного Королевства. Националистическая Ирландская парламентская партия (ИПП) получила большинство мест на территории Ирландии на всеобщих выборах 1885 в Британский парламент. Затем она удерживала баланс сил в британской Палате общин, вступив в союз с Либералами.
В 1886 году лидер ИПП Чарльз Стюарт Парнелл убедил премьер-министра Великобритании Уильяма Гладстона представить Первый ирландский законопроект о самоуправлении. Протестантские юнионисты в Ирландии выступили против законопроекта, опасаясь упадка промышленности и религиозных преследований протестантов со стороны ирландского правительства, в котором доминировали бы католики. Английский консервативный политик лорд Рэндольф Черчилль провозгласил: «Оранжевая карта — это то, что нужно разыграть», имея в виду протестантский Орден Оранжистов. Позднее это убеждение было выражено в популярном лозунге: "Home Rule means Rome Rule" («Самоуправление означает правление Рима», то есть римской католической церкви). Отчасти в ответ на законопроект в Белфасте случились беспорядки, в ходе которых юнионисты-протестанты напали на католическое националистическое меньшинство города. Законопроект был отклонен в Палате общин.
В 1892 году Гладстон представил Второй законопроект о самоуправлении Ирландии. Но в 1891 году  для противодействия введению самоуправления уже был создан Ирландский юнионистский альянс. И очередной законопроект также вызвал массовые протесты юнионистов. В ответ на этот законопроект лидер Либеральной юнионистской партии Джозеф Чемберлен призвал к созданию отдельного провинциального правительства для Ольстера, где протестантские юнионисты составляли большинство. Ирландские юнионисты собрались на съездах в Дублине и Белфасте, чтобы выступить против как законопроекта, так и предлагаемого раздела. Член парламента от юнионистской партии Гораций Планкетт, который позже поддержал самоуправление, 1890-х годах  выступал против него из-за тех опасностей, которые сулил раздел Ирландии. Второй законопроект отклонила Палата лордов, хотя он и был одобрен Палатой общин.

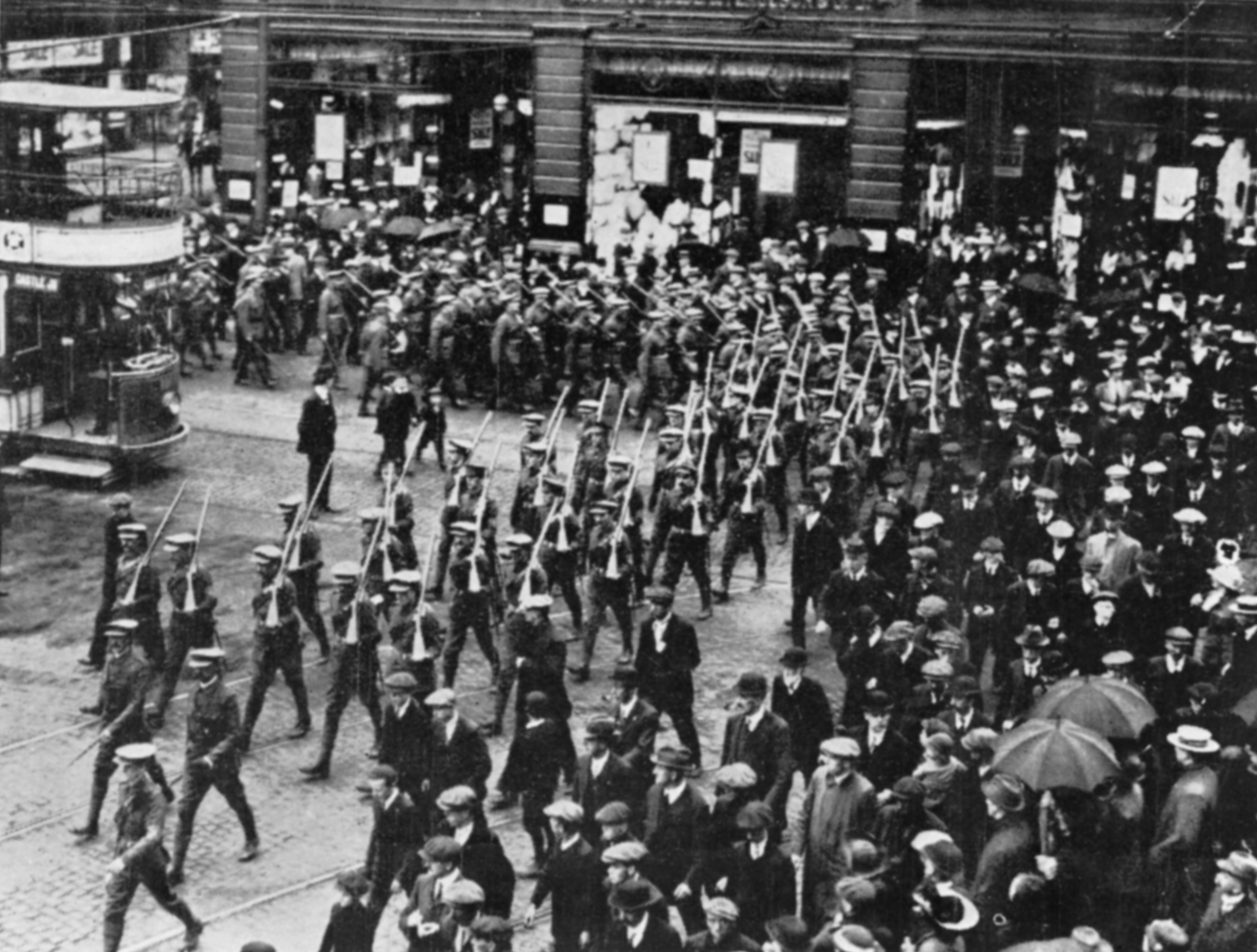
"Ольстерские добровольцы" маршируют в Белфасте, 1914 г.

### Кризис Гомруля
После выборов в декабре 1910 г. Ирландская парламентская партия  согласилась поддержать либеральное правительство, если оно представит законопроект о самоуправлении.
Парламентский закон 1911 года ограничил права Палаты лордов, впредь она не могла больше накладывать вето на законопроекты, принятые Палатой общин, а имела право лишь отложить их на срок до двух лет. Премьер-министр Великобритании Г. Г. Асквит представил Третий билль об ирландском гомруле (самоуправлении) в апреле 1912 года.  В законопроект была внесена поправка, призывающая к разделу Ирландии. В июне 1912 года Асквит выступил в парламенте, отвергнув это предложение: 
«Вы не можете разделить Ирландию на части, как вы не можете разделить Англию или Шотландию на части... У вас есть неотъемлемое единство расы и темперамента, хотя я согласен, что, к сожалению, разногласия были грубыми, во многом из-за религии, но и во многом организации партизанского движения. Чем больше ирландцы поощряются и получают возможность участвовать в великих делах управления своей страной, тем более я убежден, что эти различия исчезнут».
Юнионисты выступили против законопроекта, но утверждали, что если введение самоуправления нельзя будет остановить, то весь Ольстер или хотя бы его часть должны быть исключены из зоны его действия. Ирландские националисты выступили против раздела, хотя некоторые были готовы принять Ольстер с некоторым самоуправлением в рамках самоуправляемой Ирландии («самоуправление в рамках самоуправления»). Уинстон Черчилль ясно выразил свои чувства по поводу возможности раздела Ирландии: «Какими бы ни были права Ольстера, он не может стоять на пути всей остальной Ирландии. Половина провинции не может наложить постоянное вето на нацию. Половина провинции не может вечно препятствовать примирению между британской и ирландской демократиями». Перепись 1911 года показала католическое большинство в пяти из девяти графств Ольстера, два из графств с католическим большинством (Тирон и Фермана) позже всё же вошли в состав Северной Ирландии. В сентябре 1912 года более 500 000 юнионистов подписали Ольстерское соглашение, пообещав противостоять самоуправлению любыми средствами и бросить вызов любому ирландскому правительству. Они основали крупное военизированное движение, Ольстерские добровольцы, чтобы не допустить превращения Ольстера в часть самоуправляемой Ирландии. Они также угрожали создать Временное правительство Ольстера. В ответ ирландские националисты основали движение Ирландских добровольцев, чтобы обеспечить введение Гомруля. Ольстерские добровольцы контрабандой ввезли 25 000 винтовок и три миллиона патронов в Ольстер из Германской империи в ходе торговли оружием через Ларн в апреле 1914 года. Ирландские добровольцы также контрабандой ввезли оружие из Германии в ходе торговли оружием через Хоут в июле того же года. 20 марта 1914 года во время «Куррахского инцидента» многие из высокопоставленных офицеров Британской армии в Ирландии пригрозили уйти в отставку, чтобы не сражаться с Ольстерскими волонтерами. Это означало, что британское правительство могло издать закон о самоуправлении, но не могло быть уверено в его реализации. Казалось, Ирландия находится на грани гражданской войны.

### Исключение Ольстера
В мае 1914 года Британское правительство внесло законопроект о внесении поправок в Третий закон о самоуправлении, допускающих «временное исключение Ольстера» из территории с самоуправлением. Некоторые юнионисты Ольстера были готовы смириться с «потерей» некоторых преимущественно католических графств Ольстера (Монахан, Каван и Донегол). В мае 1914 года были предложены три варианта границ для временного исключения части Ольстера из районов самоуправления. Один из вариантов рекомендовал оставить графства Тирон и Фермана, южные графства Арма и Даун, города Ньюри и Дерри в ведении будущего ирландского парламента. Затем начались дебаты о том, какую часть Ольстера следует исключить и на какой срок, а также следует ли проводить референдумы в каждом графстве. Канцлер казначейства Ллойд Джордж поддержал «принцип референдума... каждый из округов Ольстера должен иметь возможность исключения из законопроекта о самоуправлении». В июле 1914 года король Георг V созвал Конференцию в Букингемском дворце, чтобы позволить юнионистам и националистам собраться вместе и обсудить вопрос о разделе, но конференция мало чего достигла. После долгих переговоров в 1914 году Джон Редмонд, лидер крупнейшей политической партии Ирландии (Ирландской парламентской партии), согласился на временное исключение некоторых районов Ольстера. В июне 1916 года (после Пасхального восстания) Ллойд Джордж запросил одобрение Редмонда на временное исключение шести округов (теперь включающих Тирон и Ферману) (другие четыре округа были запрошены ещё в 1912 и 1914 годах). Премьер-министр Великобритании и весь Кабинет министров заверили Редмонда, что избиратели во всех округах, исключенных из системы самоуправления, смогут проголосовать за присоединение к системе самоуправления Ирландии (голосование так и не состоялось). Редмонду также «гарантировалось», что все исключенные графства будут возвращены в самоуправляемую Ирландию через шесть лет. Но 20 июля 1916 года Редмонд был отстранен от дальнейших переговоров с британским правительством. Он выступил в Палате общин: 
Мне сообщили от имени Кабинета, что переговоры, общение и консультации со мной прекращены, и что я не получу никаких сообщений от Кабинета, пока они не придут к решению за моей спиной по предложениям, которых я никогда не видел и которые они отказались мне представить. Я спросил их, какова природа этих новых предложений, и мне сказали, что Кабинет не желает консультироваться со мной по ним, и пока они не придут к решению, мне ничего не сообщат... Следующее сообщение я получил в прошлую субботу, когда военный министр и министр внутренних дел попросили меня зайти и встретиться с ними в Военном министерстве. Затем они сообщили мне, что состоялся еще один Совет Кабинета министров, и что было решено, заметьте, решено, включить в законопроект два совершенно новых положения, одно из которых предусматривает постоянное исключение Ольстера...,  шести округов Ольстера... и мне дали понять в нескольких словах, что это решение не было представлено мне для обсуждения или консультации, что это решение является абсолютным и окончательным, и эти достопочтенные джентльмены представились мне просто как посланники, не имеющие никаких полномочий или полномочий обсуждать эти вопросы каким-либо образом со мной, и они сообщили мне, что правительство намерено внести законопроект, содержащий эти положения, практически независимо от того, нравится нам это или нет.

### Первая мировая война и Ирландский конвент
Кризис Гомруля был прерван началом Первой мировой войны в августе 1914 года и участием в ней Ирландии. Асквит отказался от своего законопроекта о внесении поправок и вместо этого поспешно принял новый законопроект, Закон о приостановке 1914 года, который получил Королевское одобрение вместе с Законом о Гомруле (ныне Закон о правительстве Ирландии 1914 года) 18 сентября 1914 года. Закон о приостановке гарантировал, что Гомруль будет отложен на время войны, а форма исключения Ольстера будет решена позднее.
Во время Первой мировой войны росла поддержка идеи полной независимости Ирландии, за которую выступали ирландские республиканцы. В апреле 1916 года республиканцы воспользовались ходом военных действий на континенте, чтобы начать восстание против британского правления. Это событие вошло в историю как Пасхальное восстание. После недели тяжелых боев в Дублине оно было подавлено. Жесткая реакция Великобритании на Восстание усилила поддержку независимости, и республиканская партия Sinn Féin одержала победу на четырёх дополнительных выборах в 1917 году.
Британский парламент созвал Ирландский конвент в попытке найти решение Ирландского вопроса. Он заседал в Дублине с июля 1917 года по март 1918 года и включал как ирландских националистов, так и юнионистских политиков. Он завершился докладом, поддержанным националистами и южными юнионистами, призывающими к созданию всеирландского парламента, состоящего из двух палат с особым положением Ольстерских юнионистов. Предложение доклада о создании общеирландского парламента было принято 51 голосом против 18. Поправка об исключении Ольстера из юрисдикции национального парламента была отклонена 52 голосами против 19. Большинство южных юнионистов проголосовали за предложение о создании общеирландского парламента. Однако доклад был отклонен Ольстерскими юнионистами, и поскольку партия Шинн Фейн не принимала участия в работе съезда, съезд был признан провалившимся.
В 1918 году британское правительство попыталось ввести воинскую повинность в Ирландии и утверждало, что без нее не может быть никакого гомруля. Это вызвало возмущение в Ирландии и ещё больше усилило поддержку республиканцев.

## Выборы 1918 года, комитет Лонга, насилие и выборы в Северной Ирландии 1921 года

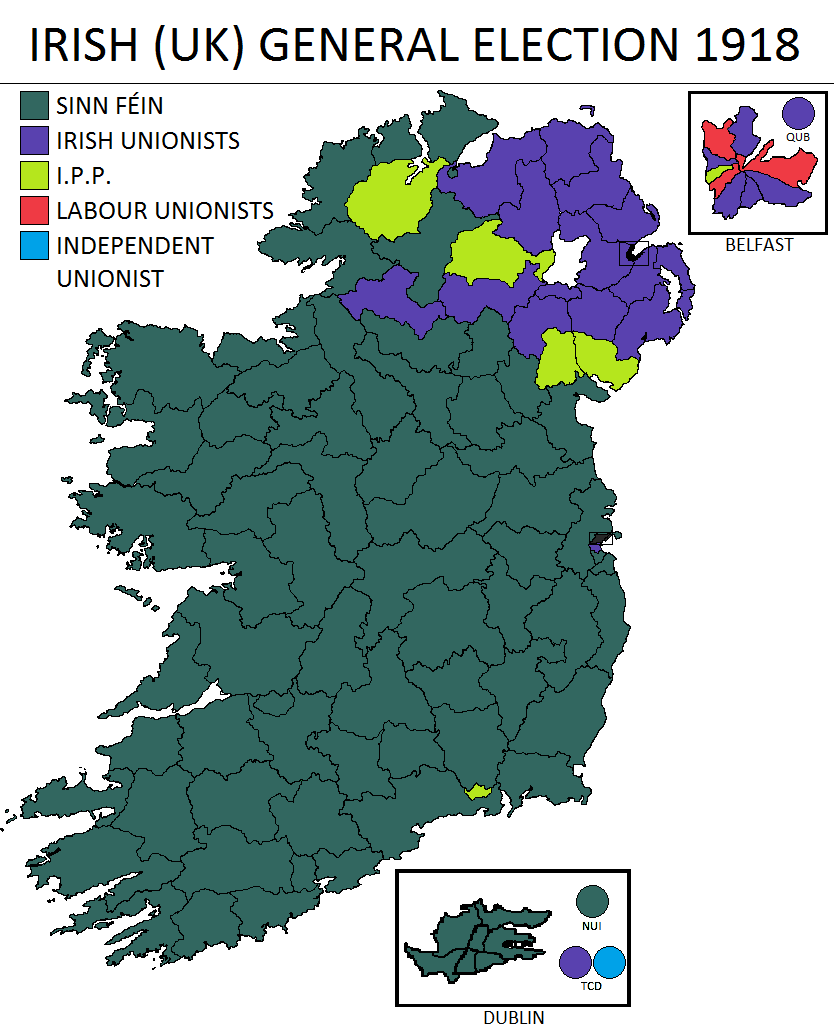
Результаты всеобщих выборов в парламент Великобритании 1918 г., показывающие значительное большинство голосов у Шин Фейн.

В декабре 1918 года на всеобщих выборах в Великобритании партия Шинн Фейн получила подавляющее большинство мест от Ирландии. В соответствии с Манифестом партии Шинн Фейн 1918 года избранные члены партии Шинн Фейн бойкотировали британский парламент и основали отдельный ирландский парламент (Dáil Éireann), провозгласили независимую Ирландскую Республику на всей территории острова. Однако юнионисты, получив большинство мест в северо-восточном Ольстере, подтвердили свою верность Соединенному Королевству. Многие ирландские республиканцы обвиняли британский истеблишмент в провоцировании религиозных разногласий в Ирландии и считали, что неповиновение ольстерских юнионистов исчезнет, как только закончится британское правление.
21 января 1919 года была устроена засада в Солохедбеге. С неё началась Ирландская война за независимость, целью которой было добиться отделения Ирландии от Великобритании. Партизанская война развернулась, когда Ирландская республиканская армия (ИРА) начала атаковать британские войска.  В сентябре 1919 года Британские власти объявили Ирландский парламент первого созыва (Dáil Éireann) вне закона.

### Три, Четыре, Пять, Шесть или Девять графств
Число графств, которые могли быть исключены из зоны  самоуправления ирландским парламентом, на протяжении истории значительно менялось. В эпоху Гладстона было предложено исключить все девять графств Ольстера.  В сентябре 1912 года лидер юнионистов Эдвард Карсон неоднократно настаивал на исключении всех девяти округов Ольстера. В апреле 1912 года Уинстон Черчилль предложил исключить три округа (Даун, Антрим и Лондондерри). Позже в том же году Бонар Лоу добавил графство Арма, тем самым порекомендовав исключить из системы самоуправления четыре графства. Во время правления Асквита главный партийный организатор либералов предложил исключить «примерно пять графств». Наконец, в мае 1916 года Ллойд Джордж предложил исключить шесть графств из сферы самоуправления парламентом  Дублина. Однако в письме от 29 мая 1916 года лидеру юнионистов Эдварду Карсону Ллойд Джордж чётко высказал, что это исключение не должно быть временным: «Мы должны ясно дать понять, что по окончании временного периода Ольстер, хочет он того или нет, не сольется с остальной Ирландией».

### Комитет Лонга
В сентябре 1919 года премьер-министр Великобритании Ллойд Джордж поручил специально сформированному комитету спланировать самоуправление Ирландии в пределах Великобритании. Главой этого комитета был назначен английский политик-юнионист Уолтер Лонг. Комитет вошёл в историю как «Комитет Лонга». Все члены комитета были по взглядам  юнионистами, среди них не было ни одного представителя ирландских националистов. Джеймс Крейг (будущий 1-й премьер-министр Северной Ирландии) и его соратники были единственными ирландцами, с которыми консультировались в это время. Летом 1919 года Уолтер Лонг несколько раз посещал Ирландию на своей яхте, борт которой он использовал как место встреч для обсуждения «ирландского вопроса» с лорд-лейтенантом Ирландии Джоном Френчем и главным секретарем Ирландии Яном Макферсоном.
24 сентября 1919 года, перед первым заседанием комитета, Лонг направил премьер-министру Великобритании меморандум, в котором рекомендовал сформировать два парламента для севера и юга Ирландии. Этот меморандум лёг в основу законодательства, разделившего Ирландию — Акта о правительстве Ирландии 1920 года. На первом заседании комитета (15 октября 1919 года) было решено создать два автономных правительства — одно для девяти графств Ольстера и одно для остальной части Ирландии, вместе с Советом Ирландии для «поощрения ирландского единства». Комитет посчитал, что предложение о девяти графствах «чрезвычайно минимизирует проблему раздела... оно минимизирует разделение Ирландии по чисто религиозным признакам. Две религии не будут неравномерно сбалансированы в парламенте Северная Ирландия». Большинство северных юнионистов хотели, чтобы территория правительства Ольстера была сокращена до шести округов, чтобы там было больше протестантского/юнионистского большинства. Лонг предложил членам Комитета сделку: «чтобы шесть округов... стали их собственностью навсегда... и никакого вмешательства в границы». Такое решение оставило в пределах Северной Ирландии обширные районы с населением, поддерживающим либо ирландское самоуправление, либо создание единой ирландской республики. Результаты последних общеирландских выборов (всеобщих выборов в Ирландии 1918 года) показали националистическое большинство в предполагаемой Северной Ирландии: графствах Тирон и Фермана, Дерри-Сити и избирательных округах Арма-Саут, Белфаст-Фолс и Даун-Саут.
Многие юнионисты опасались, что территория не продержится, если в нее войдет слишком много католиков и ирландских националистов, но любое сокращение размера сделает штат нежизнеспособным. Шесть округов Антрим, Даун, Арма, Лондондерри, Тирон и Фермана составляли максимальную территорию, которую юнионисты считали способными контролировать. В остальных трех графствах Ольстера католическое большинство было значительным: Каван 81,5%, Донегол 78,9% и Монахан 74,7%. 29 марта 1920 года Чарльз Крейг (сын сэра Джеймса Крейга и депутат-юнионист от графства Антрим) выступил с речью в британской Палате общин, в которой он ясно изложил будущий состав Северной Ирландии: «Три графства Ольстера — Монахан, Каван и Донегол — должны быть переданы парламенту Южной Ирландии. Вот как будет обстоять дело в парламенте из девяти графств и в парламенте из шести графств. Если бы у нас был парламент из девяти графств с 64 членами, то большинство юнионистов составляло бы около трех или четырех человек, но в парламенте из шести графств с 52 членами большинство юнионистов составляло бы около десяти человек. В трех исключенных графствах проживает около 70 000 юнионистов и 260 000 членов партии «Шинн Фейн» и националистов, и добавление к этому Большой блок сторонников партии «Шинн Файн» и националистов снизит наше большинство до такого уровня, что ни один здравомыслящий человек не возьмется вести с ним парламент. Именно в таком положении мы оказались, когда несколько дней назад нам пришлось принимать решение о том, призываем ли мы правительство включить девять округов в законопроект или довольствуемся шестью».

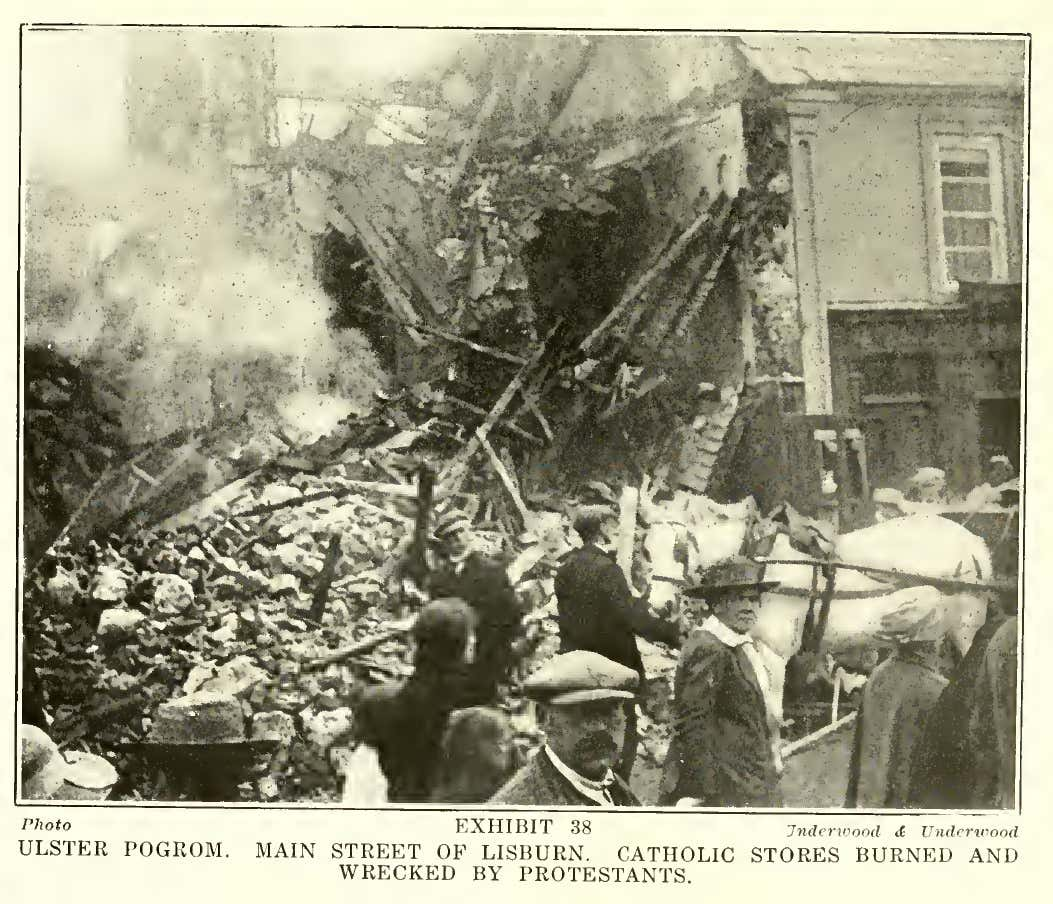
Предприятия, принадлежащие католикам уничтожены лоялистами в Лисберне в августе 1920 г.

### Волна насилия
В шести графствах, позднее ставших Северной Ирландией, процесс размежевания сопровождался насилием, как «в защиту, так и в противодействие новому урегулированию». ИРА на северо-востоке Ирландии была менее активна, чем на юге, но тем не менее и там осуществляла нападения на британские войска. Протестантские лоялисты на северо-востоке нападали на католическое меньшинство в отместку за действия ИРА. На местных выборах в январе и июне 1920 года ирландские националисты и республиканцы получили контроль над советами графств Тирон и Фермана, которые должны были стать частью Северной Ирландии, одновременно  в Дерри появился первый мэр, ирландец-националист. Летом 1920 г. в Белфасте и Дерри вспыхнуло межконфессиональное насилие, а в Лисберне и Банбридже лоялистами были совершены массовые поджоги католической недвижимости. Юнионисты изгнали 8000 «нелояльных» коллег с рабочих мест на белфастских верфях. Все изгнанные были либо католиками, либо рабочими активистами из протестантов. В своей речи на «12-е Июля» лидер юнионистов Эдвард Карсон призвал лоялистов, чтобы защитить Ольстер, взять дело в свои руки и связал республиканизм с социализмом и католической церковью. В ответ на изгнания и нападения на католиков Dáil (первый ирландский парламент) одобрил бойкот товаров и банков Белфаста. "Белфастский бойкот" осуществляла ИРА. Её бойцы останавливали поезда и грузовики из Белфаста и уничтожали перевозимые ими товары. Конфликт продолжался с перерывами в течение двух лет, в основном, в Белфасте, где наблюдалось «дикое и беспрецедентное» насилие между протестантской и католической общинами. Шли мятежи, перестрелки и подрывы бомб. Дома, предприятия и церкви подвергались нападениям, а люди изгонялись с рабочих мест и из жилья в смешанных районах. Была развернута британская армия и сформирован Ольстерские специальные полицейские силы (USC) для помощи обычной полиции. USC были почти полностью протестантскими, и некоторые из его членов совершали ответные нападения на католиков. С 1920 по 1922 год в Северной Ирландии было убито более 500 человек и более 10 000 стали беженцами, большинство из них католики. См. Проблемы в Северной Ирландии (1920–1922).

### Выборы 1921 года в избирательном округе "графства Тирон и Фермана"
24 мая 1921 года первые выборы в Парламент Северной Ирландии в избирательном округе Фермана - Тирон (два графства были объединены в избирательный округ) Шинн Фейн (Националистическая партия) вернула себе большинство: 54,7%  у Шинн Фейн против 45,3% у Юнионистов.  7 сентября 1921 года премьер-министр Великобритании Ллойд Джордж в письме президенту Ирландской Республики Имону де Валере писал, что у его правительства очень слабые аргументы для «принуждения этих двух графств <Тирона и Ферманы> против их воли» к нахождению в составе Северной Ирландии. 28 ноября 1921 года советы графств Тирон и Фермана заявили о своей верности новому ирландскому парламенту (Dail). 2 декабря Совет графства Тирон публично отверг «...произвольную, причудливую и повсеместно неестественную границу». Они обязались противостоять новой границе и «максимально использовать наши права для её смягчения». Выступая в палате представителей Британского парламента 14 декабря 1921 года, британский премьер-министр, обсуждая вопрос о возможности включения Тирона и Фермана в состав Северной Ирландии,  заметил: «Нет никаких сомнений — особенно после Акта 1920 года — что большинство людей этих двух графств предпочитают быть со своими южными соседями, чем находиться в Северном парламенте». 21 декабря 1921 года Совет графства Фермана принял следующую резолюцию: «Мы, Совет графства Фермана, ввиду выраженного желания большинства людей в этом графстве, не признаем белфастский парламент раздела <Острова> и настоящим поручаем нашему секретарю не поддерживать дальнейших контактов ни с Белфастом, ни с британскими департаментами местного самоуправления, и мы клянемся в своей верности Dáil Éireann». Вскоре после этого Доусон Бейтс долгое время (1921–1943) северо-ирландский министр внутренних дел санкционировал захват Королевской ирландской полицией офисов советов обоих графства, изгнание должностных лиц графства и роспуск советов графства.

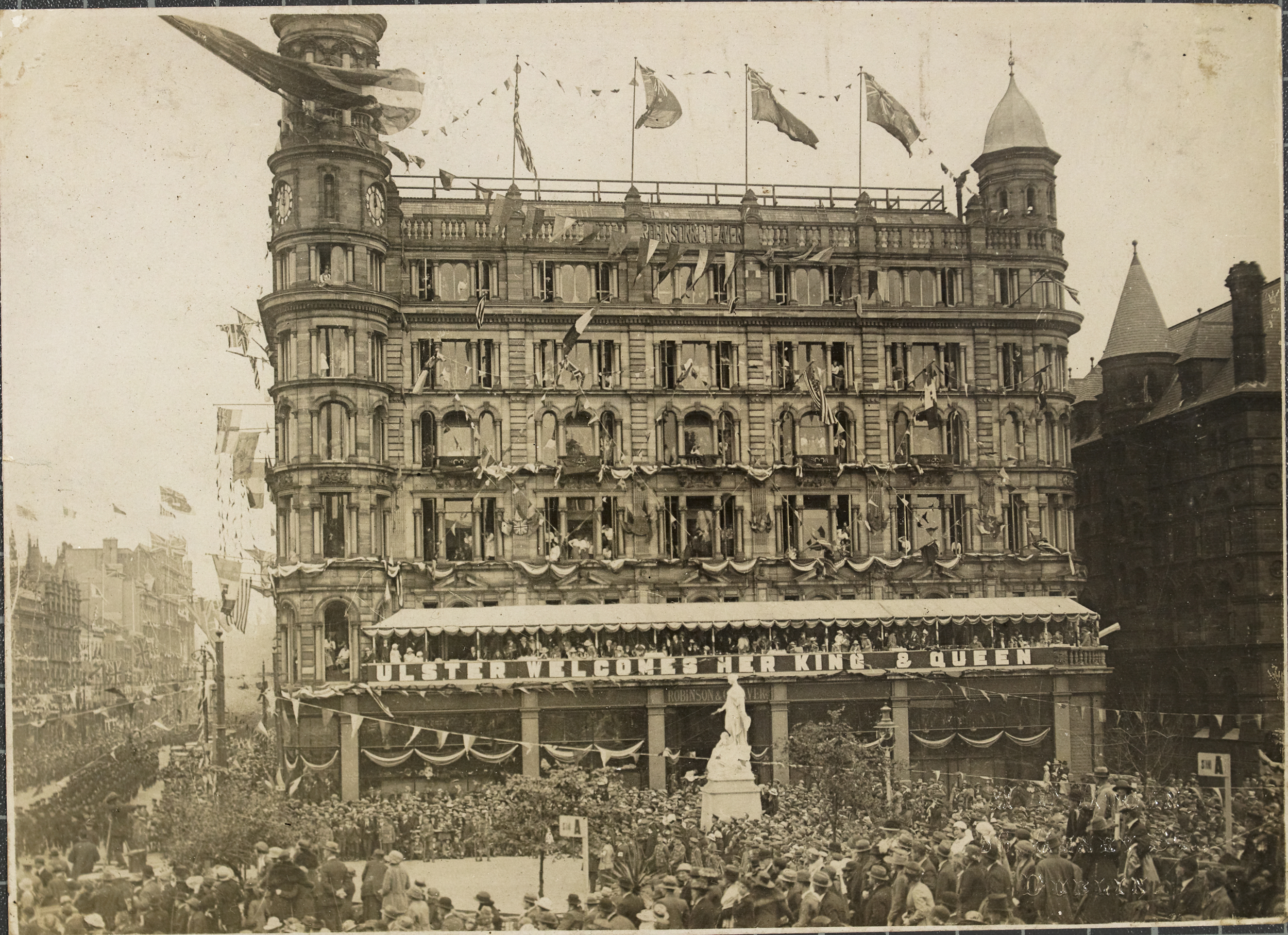
Толпы в Белфасте на государственном открытии парламента Северной Ирландии 22 июня 1921 года

## Акт о правительстве Ирландии 1920 года
Британское правительство внесло законопроект о правительстве Ирландии в начале 1920 года, и в том же году он прошел все стадии рассмотрения в британском парламенте. «Акт о правительстве Ирландии» разделил остров и создал две самоуправляемые территории в пределах Великобритании с собственными двухпалатными парламентами, а также Совет Ирландии, который должен был состоять из ряда членов и того и другого парламента. Северная Ирландия включала бы вышеупомянутые шесть северо-восточных графств, в то время как Южная Ирландия включала бы остальную часть острова. Акт был принят 11 ноября и получил королевское одобрение в декабре 1920 года. Он вступил бы в силу 3 мая 1921 года. Выборы в Северный и Южный парламенты состоялись 24 мая. Юнионисты получили большинство мест в Северной Ирландии. И парламент Северной Ирландии впервые собрался 7 июня и сформировал свое первое автономное правительство во главе с лидером Юнионистской партии Джеймсом Крейгом. Члены республиканской и националистической партии отказались присутствовать. 22 июня на торжественном открытии Северо-ирландского парламента выступил король Георг V. Тем временем Шинн Фейн получила подавляющее большинство на выборах в Южной Ирландии. Они рассматривали оба события как выборы в Dáil Éireann, а его избранные члены присягнули на верность Dáil и Ирландской Республике, тем самым поставив «Южную Ирландию» на грань гибели. Южный парламент собирался только один раз, и на нем присутствовали четыре юниониста.
5 мая 1921 года лидер ольстерских юнионистов сэр Джеймс Крейг тайно встретился с президентом Шинн Фейн Имоном де Валера недалеко от Дублина. Каждый из них повторил свою позицию, и ничего нового согласовано не было. 10 мая Де Валера сообщил Dáil, что встреча «... не имела никакого значения». В июне того же года, незадолго до перемирия, положившего конец англо-ирландской войне, Дэвид Ллойд Джордж пригласил президента Ирландии де Валера на переговоры в Лондоне на равных с новым премьер-министром Северной Ирландии Джеймсом Крейгом. Политика Де Валеры в ходе последующих переговоров заключалась в том, что будущее Ольстера было ирландско-британским вопросом, который должен был решаться двумя суверенными государствами, и что Крейг не должен был присутствовать. После вступления в силу перемирия, 11 июля Специальная полиция Ольстера (USC, Ulster Special Constabulary) была демобилизована (июль – ноябрь 1921 г.). Выступая после установления перемирия, Ллойд Джордж дал ясно понять де Валере, «что установление республики при помощи переговоров невозможно».

20 июля Ллойд Джордж заявил де Валере, что: 
Форма, в которой соглашение вступит в силу, будет зависеть от самой Ирландии. Оно должно допускать полное признание существующих полномочий и привилегий парламента Северной Ирландии, которые не могут быть отменены без их собственного согласия. Со своей стороны, британское правительство искренне надеется, что необходимость гармоничного сотрудничества между ирландцами всех классов и вероисповеданий будет признана по всей Ирландии, и они будут приветствовать тот день, когда таким образом будет достигнуто единство. Но ни одно такое общее действие не может быть обеспечено силой.
 В ответ де Валера написал 
Мы искренне желали бы способствовать установлению прочного мира между народами этих двух островов <Британии и Ирландии>, но мы не видим пути, по которому его можно достичь, отрицая неотъемлемое единство Ирландии и отбросив принцип национального самоопределения

Выступая в Палате общин в день принятия Акта, Джо Девлин из Националистической партии, представлявший западный Белфаст, подытожил чувства многих националистов относительно раздела и создания парламента Северной Ирландии, вызвавших в Ирландии глубокое беспокойство. Девлин заявил: 
«Я заранее знаю, что с нами сделают, и тем лучше мы должны подготовиться к той долгой борьбе, которую, я полагаю, нам придется вести, чтобы нам позволили хотя бы жить». Он обвинил правительство в том, что «...не было внесено ни одного пункта... для защиты интересов нашего народа. Это не разрозненное меньшинство... это история плачущих женщин, голодных детей, преследуемых мужчин, бездомных в Англии, бездомных в Ирландии. Если это то, что мы уже имеем, когда у них еще нет своего парламента, что же мы можем ждать, когда у них появится это оружие, когда богатство и власть прочно срастутся? Что же мы получим, когда они будут вооружены британскими винтовками, когда они будут облечены властью правительства, когда они наденут на себя имперские одежды, какое милосердие, какая жалость, не говоря уже о справедливости или свободе, будут предоставлены нам тогда? Вот что я должен сказать о парламенте Ольстера».

Политик из Ольстерской юнионистской партии Чарльз Крейг (брат сэра Джеймса Крейга) ясно выразил чувства многих юнионистов относительно важности, которую они придавали принятию Акта и созданию отдельного парламента для Северной Ирландии: 
«Законопроект дает нам все, за что мы боролись, все, ради чего мы вооружались и ради достижения какой цели мы собрали наших волонтеров в 1913 и 1914 годах... но у нас много врагов в этой стране, и мы считаем, что Ольстер без собственного парламента не был бы в такой же сильной позиции... где, прежде всего, атрибуты правительства уже существовали... Мы никого не должны бояться и будем в абсолютной безопасности».
В отношении угрозы насилия со стороны юнионистов и достижения отдельного статуса Ольстера Уинстон Черчилль считал, что «... если бы Ольстер ограничился только конституционной агитацией, то крайне маловероятно, что он избежал бы включения в Дублинский парламент».

## Англо-ирландский договор

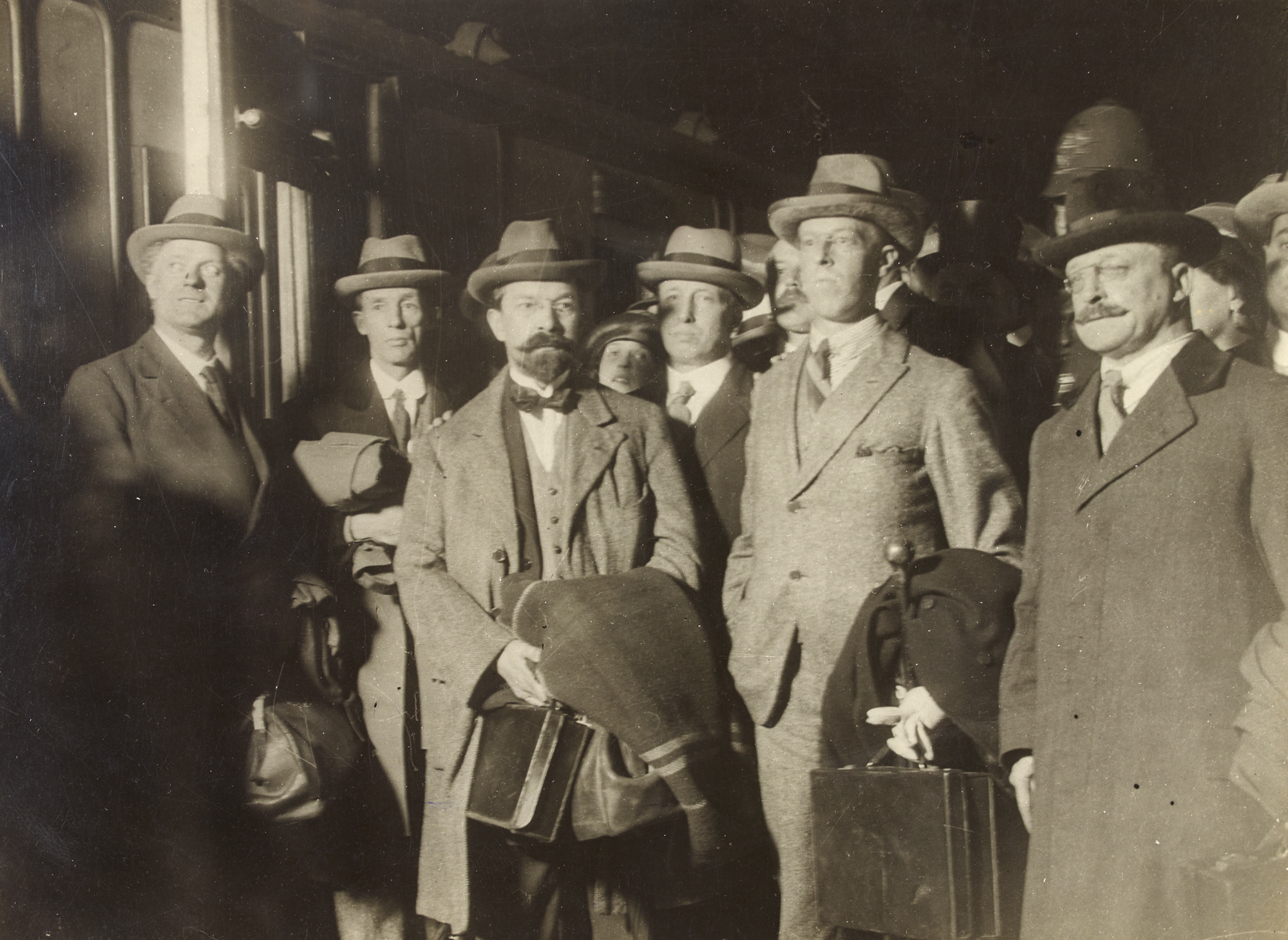
Члены ирландского переговорного комитета: Эрскин Чайлдерс (второй слева), Джордж Гаван Даффи (в центре), Роберт Бартон и Артур Гриффит возвращаются в Ирландию в декабре 1921 года

Ирландская война за независимость привела к заключению англо-ирландского договора между британским правительством и представителями Ирландской Республики. Переговоры между двумя сторонами велись с октября по декабрь 1921 года. Британская делегация состояла из опытных политиков и переговорщиков, таких как Ллойд Джордж, Уинстон Черчилль, Остин Чемберлен и лорд Биркенхед, у них был огромный опыт по сравнению с переговорщиками из Шинн Фейн. Договор был подписан 6 декабря 1921 года. Согласно его условиям, территория Южной Ирландии должна была выйти из состава Соединенного Королевства в течение одного года и стать самоуправляемым доминионом, называемым Ирландским Свободным Государством. Договор обрёл юридическую силу в Соединенном Королевстве при принятии Закона о Конституции Ирландского Свободного Государства 1922 года, а в Ирландии — через ратификацию Дойл Эрен второго созыва. Согласно предыдущему Акту, в 13:00 6 декабря 1922 года король Георг V (на заседании своего Тайного совета в Букингемском дворце подписал прокламацию о создании нового Ирландского свободного государства.
Согласно договору, парламент Северной Ирландии мог проголосовать за отказ от статуса Свободного государства. Согласно статье 12 Договора, Северная Ирландия для того, чтобы воспользоваться своим правом отказа, могла направить королю Великобритании обращение, выражающее  нежелание войти в состав Ирландского свободного государства. После ратификации договора у палат Парламента Северной Ирландии был один месяц (названный «месяцем Ольстера»), чтобы воспользоваться этим правом отказа, в течение которого положения Закона о правительстве Ирландии продолжали применяться в Северной Ирландии. По словам адвоката и автора юридических трудов Остина Моргана, формулировка договора могла создать впечатление, что Ирландское Свободное Государство временно включало весь остров Ирландия, но юридически условия договора применялись только к 26 графствам, и правительство Свободного Государства никогда не имело никаких полномочий — даже в принципе — в Северной Ирландии. 7 декабря 1922 года парламент Северной Ирландии одобрил обращение к Георгу V с просьбой не включать её территорию в Ирландское свободное государство. Это обращение было представлено королю на следующий день и затем вступило в силу в соответствии с положениями раздела 12 Закона об Ирландском свободном государстве (Соглашение) 1922 года. Договор также допускал перенос и переобозначение границы Пограничной комиссией.

### Возражения юнионистов против Договора
Сэр Джеймс Крейг, премьер-министр Северной Ирландии, возражал против некоторых аспектов англо-ирландского договора. В письме Остину Чемберлену от 14 декабря 1921 года он утверждал:
Мы протестуем против заявленного намерения вашего правительства автоматически включить Северную Ирландию в Ирландское Свободное Государство. Это не только противоречит вашему обещанию в нашем согласованном заявлении от 25 ноября, но и противоречит общим принципам Империи относительно свобод её народа. Верно, что Ольстеру предоставлено право на заключение контрактов, но он может сделать это только после автоматического включения в Ирландское Свободное Государство. [...] Мы можем только предполагать, что это капитуляция перед требованиями Шинн Фейн о том, что её делегаты должны быть признаны представителями всей Ирландии, требование, которое мы не можем принять ни на минуту. [...] Принципы Акта 1920 года были полностью нарушены, Ирландское Свободное Государство было освобождено от многих своих обязательств по отношению к Империи. [...] Мы рады думать, что наше решение устранит необходимость уродовать Union Jack.

### Возражения националистов против Закона о правительстве Ирландии и Договора
В марте 1920 года Уильям Редмонд, член парламента и ветеран Первой мировой войны, обратился к своим коллегам по британской Палате общин относительно Закона об управлении Ирландией: 
Я был рад сражаться плечом к плечу, на Сомме и в других местах, с моими соотечественниками с севера Ирландии. Мы братались и думали, что, вернувшись домой, мы больше не будем препираться, но будем счастливы в Ирландии, с парламентом для нашей родной страны. Мы не хотели двух Ирландий на фронте; это была одна Ирландия, независимо от того, пришли ли мы с Севера или с Юга... Я чувствую, как и тысячи моих соотечественников в Ирландии, что меня и их обманули, лишив плодов нашей победы. Мы доверились вам, а вы нас предали.
Майкл Коллинз активно вёл переговоры и добился одобрения Договора кабинетом министров. 7 января 1922 года Договор одобрил Дойл Эрен 64 голосами "за" при 57 "против". Также договор был одобрен избирателями на национальных выборах[когда?]. Независимо от этого договор оставался абсолютно неприемлемым для Имона де Валеры, который возглавил Ирландскую гражданскую войну за его отмену. А на Коллинза легла основная ответственность за разработку конституции нового Ирландского свободного государства, базирующейся на приверженности демократии и правлению большинства.
Меньшинство во главе с де Валерой отказалось подчиниться результатам голосования. С этого момента Коллинз стал ведущей фигурой в ирландской политике. Основные противоречия между двумя политиками их сторонниками был сосредоточены не на единстве всего острова как независимой всеирландской республики, а на будущем статусе Южной Ирландии как доминиона, который предполагал обязательную Клятву верности и преданности Британской Короне. Однако предлагаемый и уже начавшийся раздел был важным вопросом для ольстерцев, например таких как Шон МакЭнти, который решительно выступал против раздела любого рода. Сторонники договора утверждали, что предлагаемая Комиссия по границам отдаст большие участки Северной Ирландии Свободному государству, а оставшаяся территория будет слишком мала, чтобы быть жизнеспособной. Вскоре после подписания договора министр иностранных дел Ирландии Артур Гриффит, обращаясь к своему заместителю Роберту Бреннану, относительно пункта договора о предстоящем разделе высказывал мнение, что «Это не означает раздел, по пункту двенадцать мы получим по крайней мере два из шести округов, Тирон и Фермана, а также, возможно, другие районы, такие как Южная Арма и Южный Даун». В октябре 1922 года правительство Ирландского свободного государства создало Северо-восточное пограничное бюро (NEBB) — правительственное учреждение, которое к 1925 году подготовило 56 коробок с документами, в которых были изложены доводы в пользу передачи части территорий Северной Ирландии Свободному государству.
В декабре 1921 года де Валера разработал свой собственный предпочтительный вариант текста договора, известный как «Документ № 2». «Дополнение по Северо-Восточному Ольстеру» указывает на его принципиальное согласие с разделом 1920 года на данный момент и с остальной частью текста Договора, подписанного в отношении Северной Ирландии:
Что, отказываясь признать право любой части Ирландии быть исключенной из верховной власти Парламента Ирландии или что отношения между Парламентом Ирландии и любым подчиненным законодательным органом в Ирландии могут быть предметом договора с правительством за пределами Ирландии, тем не менее, искренне заботясь о внутреннем мире и чтобы продемонстрировать наше желание не применять силу или принуждение к какой-либо значительной части провинции Ольстер, жители которой в настоящее время могут не захотеть принять национальную власть, мы готовы предоставить той части Ольстера, которая определена как Северная Ирландия в Законе о британском правительстве Ирландии 1920 года, привилегии и гарантии не менее существенные, чем те, которые предусмотрены в «Статьях соглашения о Договоре» между Великобританией и Ирландией, подписанных в Лондоне 6 декабря 1921.

### Пакты Крейга-Коллинза и дебаты по поводу «Ольстерского месяца»
В начале 1922 года два лидера Северной и Южной Ирландии договорились о двух пактах, которые были названы Пактами Крейга-Коллинза. Оба Пакта были разработаны для установления мира в Северной Ирландии и решения вопроса о разделе. Оба Пакта были нарушены, и это был последний случай за более чем 40 лет, когда лидеры правительств севера и юга встретились. Среди прочих вопросов, первый пакт (21 января 1922 г.) призывал к прекращению продолжающегося «Белфастского бойкота» северных товаров югом и возвращению рабочих мест тысячам католиков, которые были насильно выдворены с заводов и верфей Белфаста (см. The Troubles in Northern Ireland (1920–1922)). Второй пакт состоял из десяти статей, которые призывали к полному прекращению деятельности ИРА в Северной Ирландии и созданию специальных полицейских сил, которые представляли бы обе общины. Статья VII призывала к проведению встреч до того, как правительство Северной Ирландии воспользуется своим правом отказаться от англо-ирландского договора. Целью встреч было «...можно ли разработать средства для обеспечения единства Ирландии или, в случае неудачи, можно ли достичь соглашения по вопросу о границе иным способом, чем путем обращения в Комиссию по границам».
Согласно договору, Северная Ирландия будет иметь месяц — «Ольстерский месяц» — в течение которого палаты её парламента могли отказаться от вхождения в состав Ирландского свободного государства. В договоре не было указано, должен ли «Ольстерский месяц» начинаться с даты ратификации Англо-ирландского договора (в марте 1922 года посредством Закона об Ирландском свободном государстве), или с даты утверждения Конституции Ирландского свободного государства и создания Свободного государства (6 декабря 1922 года).
Когда 21 марта 1922 года обсуждался законопроект об Ирландском свободном государстве, были предложены поправки, которые предусматривали, что «Ольстерский месяц» будет начинаться с момента принятия Закона об Ирландском свободном государстве, а не Закона, который учредит Ирландское свободное государство. По сути, те, кто внёс поправки, хотели перенести месяц, в течение которого Северная Ирландия могла бы воспользоваться своим правом отказа от вхождения в состав Ирландского свободного государства. Они обосновывали эту точку зрения тем, что если Северная Ирландия будет иметь возможность воспользоваться своим правом отказа в более ранние сроки, это могло бы уменьшить беспокойство и способствовало бы урегулированию возможных проблем на новой ирландской границе. Выступая в Палате лордов, маркиз Солсбери утверждал:
Беспорядки [в Северной Ирландии] исключительно сильны. Правительство, несомненно, не откажется пойти на уступку, которая хоть как-то смягчит чувство раздражения, существующее на ольстерской стороне границы... После принятия законопроекта Ольстер будет технически частью Свободного государства. Несомненно, Свободному государству не будет разрешено, согласно положениям Акта, осуществлять власть в Ольстере; но технически Ольстер будет частью Свободного государства... Ничто не возбудит чувства <раздражения> в Ольстере сильнее, чем то, что он будет находиться, пусть даже временно, под властью Свободного государства, которое он ненавидит.
Британское правительство придерживалось мнения, что «Ольстерский месяц» должен начинаться с даты создания Ирландского свободного государства, а не ранее, виконт Пиль от имени правительства заметил:
Правительство Его Величества не хотело предполагать, оно было уверено, что при первой возможности Ольстер выйдет из состава [Ирландского свободного государства]. Они не хотели говорить, что Ольстер не должен иметь возможность ознакомиться со всей Конституцией Свободного государства после того, как она была составлена, прежде чем он должен будет решить, выйдет он из его состава или нет.
Виконт Пиль продолжил, заявив, что правительство желает, чтобы не было никакой двусмысленности, и хотел бы добавить оговорку в законопроект о Ирландском свободном государстве, предусматривающую, что "Ольстерский месяц" должен начинаться с принятия Акта об учреждении Ирландского свободного государства. Он также отметил, что парламент Южной Ирландии согласился с таким толкованием, и что Артур Гриффит также хотел, чтобы Северная Ирландия имела возможность ознакомиться с Конституцией Ирландского свободного государства, прежде чем принять решение о выходе.
Лорд Биркенхед заметил в прениях лордов:

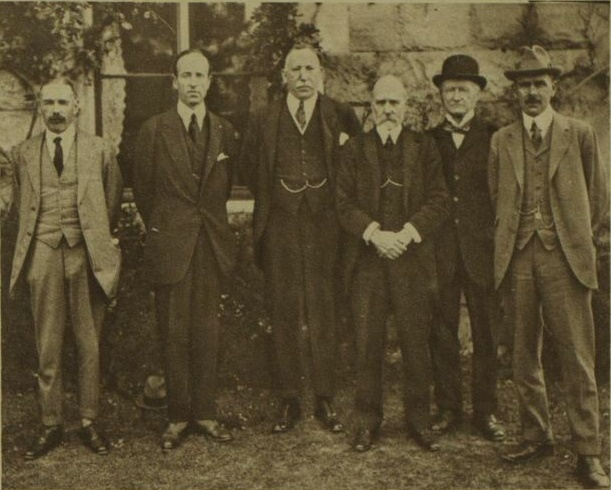
Джеймс Крейг (в центре) с членами первого правительства Северной Ирландии

Я бы подумал, что, как бы сильно кто-то ни поддерживал дело Ольстера, он бы отнесся как невыносимой обиде, если бы, прежде чем окончательно и бесповоротно отказаться от Конституции, он не смог бы увидеть Конституцию, от которой он отказывается.

### Отказ Северной Ирландии
Договор «прошел через этапы включения Северной Ирландии в Ирландское Свободное Государство, предлагая ей при этом возможность отказаться». Было очевидно, что Северная Ирландия воспользуется своим правом отказа. Премьер-министр Северной Ирландии сэр Джеймс Крейг, выступая в Палате общин Северной Ирландии в октябре 1922 года, сказал, что «когда наступит 6 декабря, начнется месяц, в котором нам суждено сделать выбор: либо проголосовать за выход, либо остаться в составе Свободного Государства». Он подчеркнул, что важно, чтобы этот выбор был сделан как можно скорее сразу после 6 декабря 1922 года, «чтобы у мира не было сомнений, что у нас были хоть малейшие колебания»". 7 декабря 1922 года, на следующий день после создания Ирландского свободного государства, парламент Северной Ирландии постановил обратиться к королю со следующим обращением по поводу выхода из Ирландского свободного государства:
ВСЕМИЛОСТИВЕЙШИЙ ГОСУДАРЬ, Мы, самые преданные и верные подданные Вашего Величества, сенаторы и члены палаты общин Северной Ирландии, собравшиеся в парламенте, узнав о принятии Акта о конституции Ирландского свободного государства 1922 года [...] настоящим скромным обращением просим Ваше Величество, чтобы полномочия парламента и правительства Ирландского свободного государства больше не распространялись на Северную Ирландию.
Обсуждение обращения в парламенте было коротким. Никакого голосования по этому обращению не требовалось, так как оно было описано как Конституционный акт и затем одобрено Сенатом Северной Ирландии. Крейг отправился в Лондон с меморандумом, содержащим это обращение, на ночном катере тем же вечером, 7 декабря 1922 года. Король Георг V получил его на следующий день.
Если бы Палаты Парламента Северной Ирландии не сделали такого заявления, в соответствии со статьей 14 Договор, Северная Ирландия, её парламент и правительство продолжали бы существовать, но Парламент Ирландии (Oireachtas) имел бы юрисдикцию принимать законы для Северной Ирландии в вопросах, не делегированных Северной Ирландии в соответствии с Законом о правительстве Ирландии. Этого так и не произошло. 13 декабря 1922 года Крейг обратился к парламенту Северной Ирландии, сообщив им, что король принял обращение парламента и проинформировал об этом правительства Великобритании и Свободного государства.

### Открытие таможенных постов
Хотя Ирландское Свободное Государство было создано в конце 1922 года, Комиссия по границам, предусмотренная Договором, не собиралась до 1924 года. В течение этого веремени ситуация не оставалась неизменной. В апреле 1923 года, всего через четыре месяца после обретения независимости, Ирландское Свободное Государство установило таможенные посты на границе. Это был важный шаг в укреплении границы. «Хотя её местоположение не было окончательно установлено, функциональное измерение границы фактически было подчеркнуто Свободным Государством с введением таможенного барьера».

## Пограничная комиссия

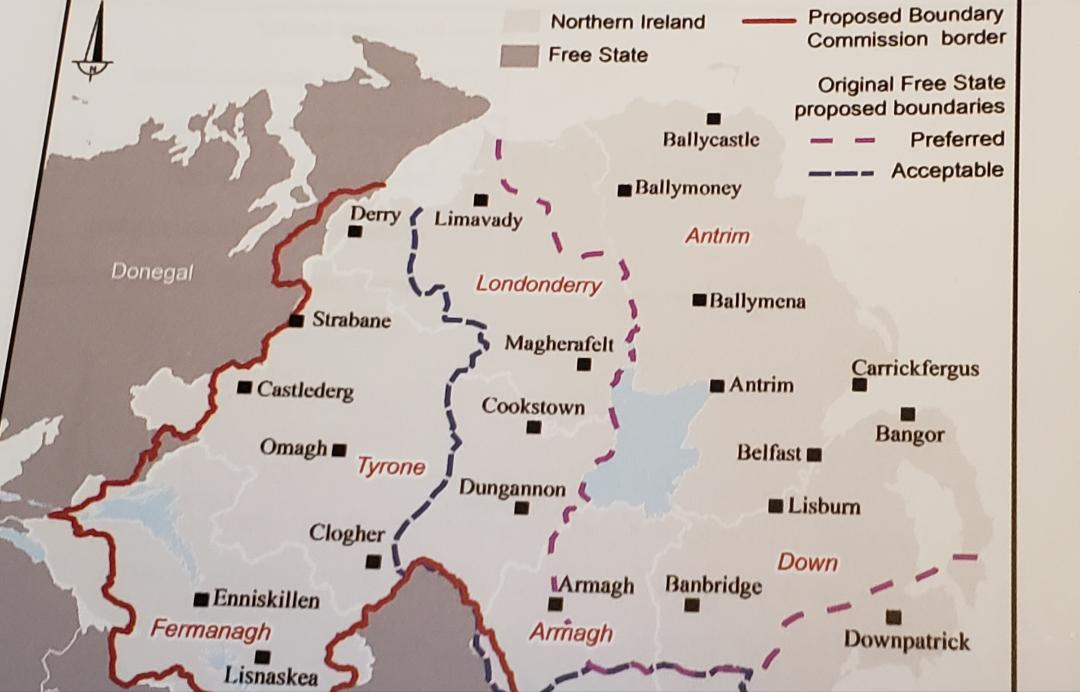
Рекомендации Северо-восточного пограничного бюро май 1923 г.

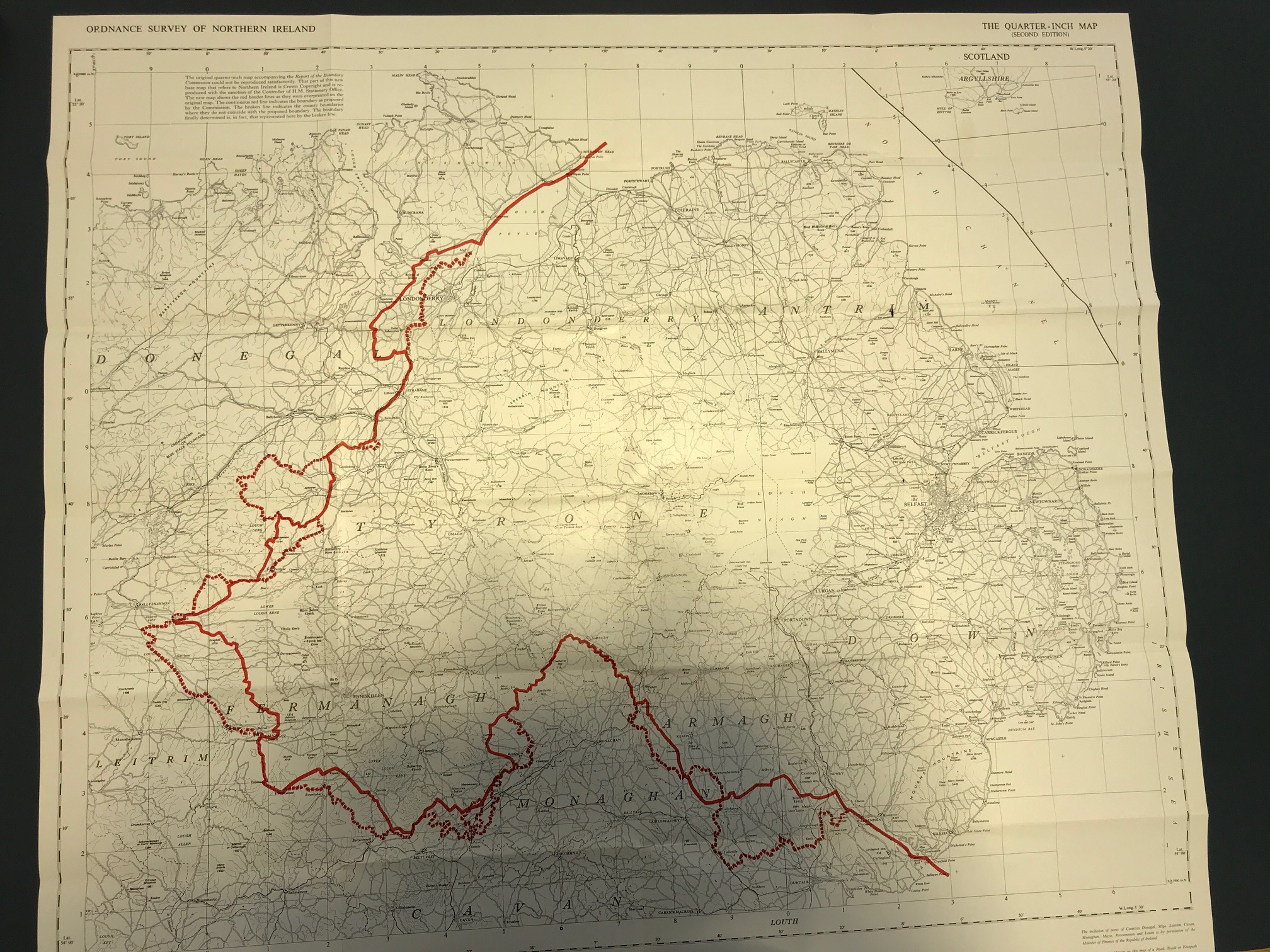
Предлагаемые изменения границы Комиссией по границам

Англо-ирландский договор (подписанный 6 декабря 1921 г.) содержал положение (статья 12), согласно которому должна была быть создана пограничная комиссия, предназначенная для определения границы «...в соответствии с пожеланиями жителей, насколько это может быть совместимо с экономическими и географическими условиями...». В октябре 1922 г. правительство Ирландского свободного государства создало Северо-восточное пограничное бюро для проработки своей точки зрения для Пограничной комиссии. Бюро провело большую работу, но комиссия отказалась рассматривать её результаты, которые составляли 56 коробок с папками. Большинство лидеров Свободного государства, как сторонников, так и противников договора, предполагали, что комиссия вернёт Свободному государству районы, населённые, в основном, ирландскими националистами, такие как графство Фермана, графство Тирон, Южный Лондондерри, Южный Арма и Южный Даун, а также город Дерри, и в результате остаток Северной Ирландии окажется экономически нежизнеспособным и в конечном итоге выберет союз с остальной частью острова.
Условия статьи 12 были двусмысленными — не были установлены ни какие-либо сроки, ни методы определения «желаний жителей». Статья 12 конкретно не призывала к плебисциту или не указывала время созыва комиссии (комиссия не собиралась до ноября 1924 года). Северянин и противник разделения острова (будущий член британского парламента) Кахир Хили работал с Бюро по границам Северо-Востока, чтобы выявить районы, населённые ирландскими националистами, и подготовить их исключение из Северной Ирландии. Хили призвал правительство Дублина настоять на проведении плебисцита в графствах Фермана и Тирон. Но в декабре 1924 года Ричард Фитхэм, председатель комиссии по границам,  решительно высказался против возможности проведения плебисцитов. В Южной Ирландии новый парламент яростно обсуждал условия Договора, но при этом уделял очень мало времени и внимания вопросу о разделе – всего девять из 338 страниц стенограммы. В окончательном отчете комиссии рекомендовались лишь незначительные передачи территорий и в обоих направлениях.

### Состав комиссии
Комиссия состояла всего из трех членов. Это Ричард Фитхэм, Оуэн Макнейл и Джозеф Р. Фишер.
Выпускник Оксфорда, судья Ричард Фитхэм представлял британское правительство. Позднее, в 1923 году, он стал юридическим советником Верховного комиссара Южной Африки.
Ирландское правительство в комиссии представлял Оуэн Макнейл, в тот момент министр образования. Он был одним из соучредителей Гэльской лиги, а 1913 году он стал председателем совета, сформировавшим организацию "Ирландские добровольцы". В 1916 году издал указы, предписывающие добровольцам не принимать участия в Пасхальном восстании, что значительно ограничило число участников восстания. За день до казни лидер восстания Том Кларк предупредил свою жену о Макнейле: «Я хочу, чтобы ты позаботилась о том, чтобы наш народ узнал о его предательстве по отношению к нам. Впредь его никогда нельзя будет вновь допустить в национальную жизнь нашей страны, поскольку так же точно, что вообще он существует, в случае кризиса он будет действовать предательски. Он слабый человек, но я знаю, что будут предприняты все усилия, чтобы обелить его».
Джозеф Р. Фишер был назначен британским правительством представителем правительства Северной Ирландии (после того, как северное правительство отказалось назвать своего члена). Утверждалось, что выбор Фишера гарантировал, что на существующей границе будут внесены лишь минимальные изменения (если вообще будут). В беседе 1923 года с первым премьер-министром Северной Ирландии Джеймсом Крейгом, премьер-министр Великобритании Болдуин прокомментировал будущий состав комиссии: «Если Комиссия должна будет раздать графства, то, конечно, Ольстер не сможет этого принять, и мы будем должны его поддержать. Но правительство назначит надлежащего представителя для Северной Ирландии, и мы надеемся, что он и Фитхэм поступят правильно». В сентябре 1924 года Уинстон Черчилль выступил с речью (не занимая политической должности), в которой он ясно выразил свои чувства по поводу раздела Ирландии: «С одной стороны будут католики, все больше и больше склоняющиеся к республиканству; с другой — протестанты, твердо держащиеся Британской империи и Юнион Джека... Никакой результат не может быть более катастрофическим для ирландских национальных устремлений...».
Небольшая группа из пяти человек помогала комиссии в её работе. В то время как Фитхэм, как говорят, хорошо информировал свои правительственные контакты о работе комиссии, Макнейл ни с кем не консультировался. После утечки отчёта Комиссии по границам (7 ноября 1925 г.) Макнейл ушёл из комиссии и из правительства Ирландского свободного государства. Когда он уходил, правительство Свободного государства признало, что Макнейл «не самый подходящий человек на должность комиссара». Источником просочившегося отчёта обычно считался Фишер. Отчёт комиссии не был опубликован полностью до 1969 года.

### Аннулирование военного долга и окончательное соглашение
Правительства Ирландского Свободного государства, Северной Ирландии и Великобритании согласились скрыть отчёт Пограничной комиссии и принять «статус-кво», в то время как правительство Великобритании согласилось с тем, что Свободному государству больше не придется выплачивать свою долю государственного долга Великобритании (британские требования составляли 157 миллионов фунтов стерлингов). Канцлер казначейства Уинстон Черчилль процитировал условия аннулирования ирландского военного долга: «Я внес существенные изменения в финансовые положения». Имон де Валера прокомментировал аннулирование Так называемого военного долга южного правительства британцам: Свободное государство «продало ольстерцев по четыре фунта за штуку, чтобы погасить долг, который мы не были должны».
Окончательное соглашение между Ирландским свободным государством, Северной Ирландией и Соединенным Королевством (межправительственное соглашение) от 3 декабря 1925 года было опубликовано позднее в тот же день премьер-министром Стэнли Болдуином. Соглашение было введено в действие «Законом об Ирландии (подтверждение соглашения) 1925 г.» и было принято единогласно британским парламентом 8–9 декабря. Палата представителей проголосовала за одобрение соглашения дополнительным актом 10 декабря 1925 г. 71 голосом против 20. После заключения отдельного соглашения тремя правительствами публикация отчёта Комиссии по установлению границ стала неактуальной. Член комиссии Фишер заявил лидеру юнионистов Эдварду Карсону, что ни одна важная территория не была уступлена ирландскому правительству: «Если бы кто-нибудь двенадцать месяцев назад предположил, что мы могли бы оставить себе так много, я бы над ним посмеялся». Президент Исполнительного совета Ирландского свободного государства Уильям Т. Косгрейв сообщил ирландскому парламенту (Dail), что «...безопасность католического меньшинства в Северной Ирландии теперь зависит только от доброй воли их соседей».

## После раздела
Оба правительства согласились на роспуск "Совета Ирландии". С тех пор лидеры двух частей Ирландии больше не встречались вплоть до 1965 года.
После раздела ирландские республиканцы и националисты стремились положить конец разделу, в то время как лоялисты Ольстера и юнионисты стремились сохранить его. Поддерживающее договор правительство Свободного государства, сформированное партией Cumann na nGaedheal, надеялось, что Комиссия по границам сделает Северную Ирландию столь маленькой, что она будет нежизнеспособной. Оно сосредоточилось на необходимости построить сильное государство и поддержке северных юнионистов. Отрицавшая договор партия "Фианна Файл" (Fianna Fáil) рассматривала объединение Ирландии как одну из основных целей своей политики и стремилась изменить конституцию Свободного государства. Партия "Шинн Фейн" полностью отвергала легитимность институтов Свободного государства, поскольку это подразумевало принятие раздела.
В Северной Ирландии Националистическая партия была главной политической партией, выступавшей против юнионистских правительств и раздела. Другие ранние группы, выступавшие против раздела, включали Национальную лигу Севера (образованную в 1928 году), Северный совет за единство (образованный в 1937 году) и Ирландскую лигу против раздела (образованную в 1945 году). До 1969 года в Северной Ирландии действовала система выборов, известная как множественное голосование. Множественное голосование позволяло одному человеку голосовать несколько раз на выборах. Только налогоплательщики могли голосовать на местных выборах и в Палате общин Северной Ирландии. Владельцы предприятий часто могли отдать более одного голоса, в то время как лица, не платящие налоги, не имели права голоса. В Южной Ирландии множественное голосование на выборах в Dáil Éireann было отменено Законом о выборах 1923 года.

### Конституция Ирландии 1937 года
Де Валера пришел к власти в Дублине в 1932 году и разработал новую Конституцию Ирландии, которая в 1937 году была принята на плебисците в Ирландском свободном государстве. Её статьи 2 и 3 определяли «национальную территорию» как: «весь остров Ирландия, его острова и территориальные моря». Государство было названо «Ирландия» (на английском) и «Éire» (на ирландском); в Законе 1938 года Соединенного Королевства государство было описано как «Ирландия». В 1998 году элементы ирредентизма из 2-й и 3-й статей Ирландской конституции были удалены с помощью Девятнадцатой поправки к ней в рамках Белфастского соглашения

### Диверсионная кампания (1939–1940)
В январе 1939 года Армейский совет ИРА сообщил британскому правительству, что они собираются воевать с Британией с целью положить конец разделу. «Саботаж» или S-план проводился только в Англии с января 1939 года по май 1940 года. Во время этой кампании было совершено около 300 бомбардировок/актов саботажа, в результате которых погибло 10 человек, 96 получили ранения и был нанесен значительный ущерб инфраструктуре. В ответ британское правительство приняло Закон о предотвращении насилия 1939 года, который разрешал депортацию лиц, предположительно связанных с ИРА. Ирландское правительство приняло Законы о преступлениях против государства 1939–1998 гг., в результате чего почти тысяча членов ИРА была заключена в тюрьму или интернирована без суда.

### Британское предложение о единстве в 1940 году
Во время Второй мировой войны, после поражения Франции, в июне 1940 года Великобритания сделала Ирландскому правительству предложение об ирландском единстве, сопровождавшееся определёнными условиями. При этом данное предложение не содержало ссылок на интересы жителей Северной Ирландии. После его отклонения ни лондонское, ни дублинское правительства долгое время не предавали эту историю огласке. Согласно условиям данного предложения Ирландия должна была позволить  британским кораблям использовать некоторые избранные порты для операций против подводных лодок пртивника, арестовать немцев и итальянцев на своей территории, создать совместный совет обороны и разрешить использование ирландского воздушного пространства. Взамен Ирландии было бы предоставлено оружие, а британские войска участвовали бы в обороне острова в случае немецкого вторжения. Лондон заявлял, что он примет «принцип Объединенной Ирландии» в форме обязательства «что Союз должен стать в скором времени свершившимся фактом, от которого не будет пути назад». Пункт ii предложения обещал формирование совместного органа для разработки практических и конституционных деталей, «целью работы было как можно скорее установить весь механизм управления Союзом». На следующий день после японского нападения на Перл-Харбор (8 декабря 1941 г.) Черчилль отправил телеграмму премьер-министру Ирландии, в которой он косвенно предлагал ирландское единство: «Сейчас ваш шанс. Сейчас или никогда! Снова нация! Я встречусь с вами, где бы вы ни пожелали». Встреча между двумя премьер-министрами не состоялась, и нет никаких сведений о существовании ответа де Валеры. Предложения были впервые опубликованы в 1970 г. в биографии де Валеры.

### 1942—1973
В 1942–1944 годах ИРА осуществила ряд нападений на силы безопасности в Северной Ирландии, известных как Северная кампания. Интернирование ирландским правительством ирландских республиканцев в лагере Куррах значительно снизило эффективность кампании ИРА.
В мае 1949 года премьер-министр Ирландии Джон А. Костелло внес в палату представителей предложение, решительно противоречащее положениям британского Закона об Ирландии 1949 года, подтверждающее раздел на тот срок, пока этого хочет большинство избирателей Северной Ирландии, в Дублине это назвали «юнионистским вето».
Конгрессмен Джон Э. Фогарти был главным инициатором «Резолюции Фогарти» 29 марта 1950 г. В ней предлагалось приостановить иностранную помощь Великобритании по плану Маршалла, поскольку Северная Ирландия обходилась Великобритании в 150 000 000 долларов в год, и, следовательно, американская финансовая поддержка Великобритании продлевала раздел Ирландии. Всякий раз, когда раздел заканчивался, помощь Маршалла возобновлялась. 27 сентября 1951 года резолюция Фогарти была отклонена в Конгрессе 206 голосами против 139, при 83 воздержавшихся — фактором, который заставил некоторые голоса против его предложения, было то, что Ирландия оставалась нейтральной во время Второй мировой войны.
С 1956 по 1962 год ИРА проводила ограниченную партизанскую кампанию в приграничных районах Северной Ирландии, названную Пограничной кампанией. Она была направлена на дестабилизацию Северной Ирландии и прекращение раздела, но закончилась неудачей.
В 1965 году премьер-министр Шон Лемасс встретился с премьер-министром Северной Ирландии Теренсом О'Нилом. Это была первая встреча двух глав правительств после раздела.
Ирландская республика, и Великобритания присоединились к Европейскому экономическому сообществу в 1973 г.

### Смута и соглашение Страстной пятницы

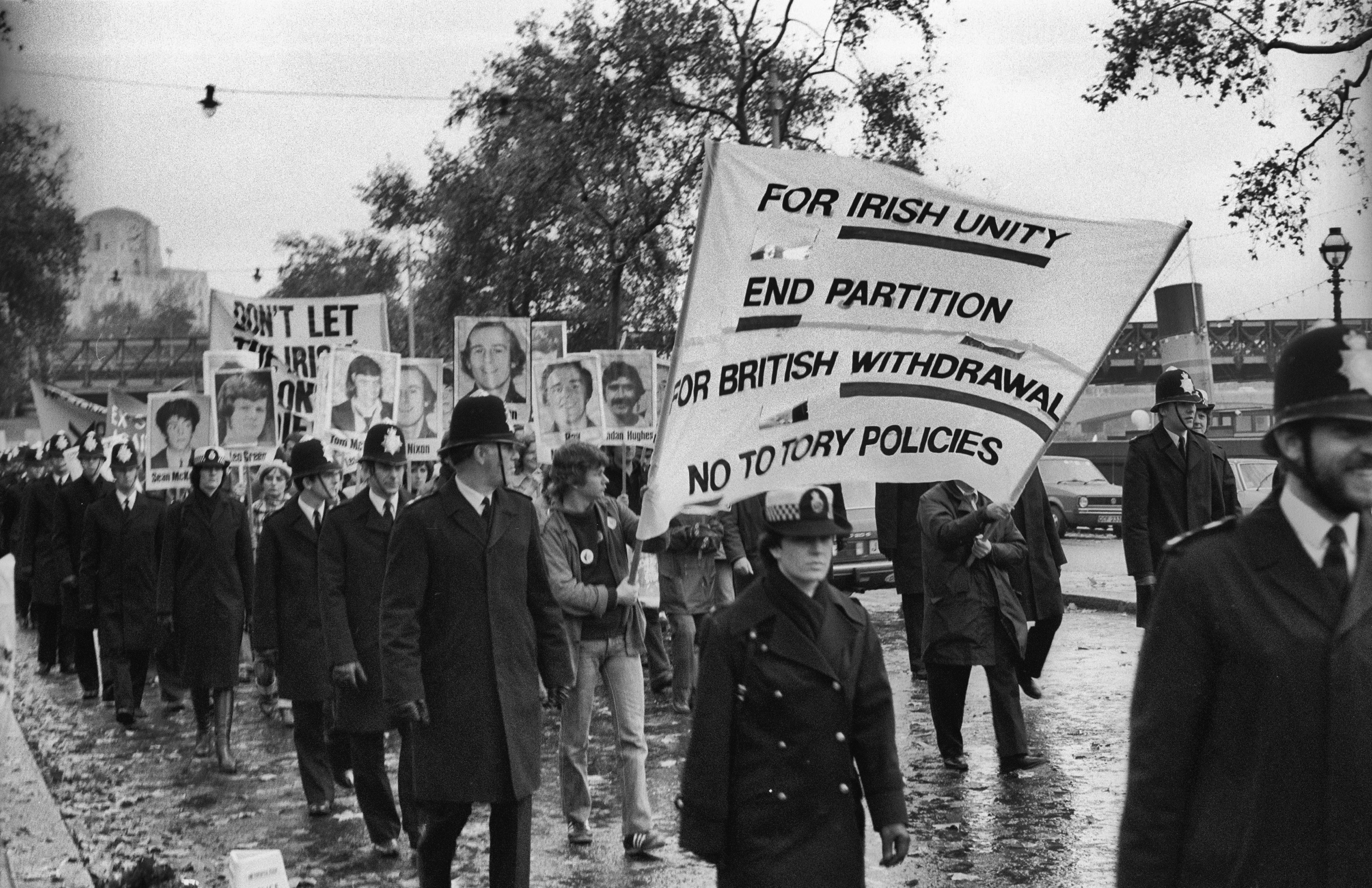
Республиканский марш против раздела в Лондоне, 1980-е

Юнионистское правительства Северной Ирландии обвинялось в дискриминации ирландского националистического и католического меньшинства. Ненасильственная кампания по прекращению дискриминации началась в конце 1960-х. Эта кампания за гражданские права встретила сопротивление со стороны лоялистов и сторонников жесткой линии в юнионистских партиях, которые обвинили ее в том, что она является республиканским фронтом, направленным на объединение Ирландии. Эти беспорядки привели к беспорядкам августа 1969 года и размещению британских войск, положив начало тридцатилетнему конфликту, известному как The Troubles (Смута) (1969–1998), в котором участвовали республиканские и лоялистские военизированные формирования. В 1973 году в Северной Ирландии был проведен референдум «опрос о границе» по вопросу о том, должна ли она остаться частью Великобритании или присоединиться к объединенной Ирландии. Ирландские националисты бойкотировали референдум, и только 57% избирателей проголосовали, в результате чего подавляющее большинство высказалось за то, чтобы остаться в Великобритании.
Североирландский мирный процесс начался в 1993 г. и привел к Соглашению Страстной пятницы в 1998 г. Оно было ратифицировано двумя референдумами в обеих частях Ирландии, включая признание того, что объединение Ирландии может быть достигнуто только мирным путем. Оставшиеся положения Закона о правительстве Ирландии 1920 г. были отменены и заменены в Великобритании Законом о Северной Ирландии 1998 г. в результате Соглашения. Закон об Ирландском свободном государстве (косвенные положения) 1922 г. уже внес поправки в Акт 1920 г. таким образом, что он будет применяться только к Северной Ирландии. В конце концов, он был отменен в Республике Законом о пересмотре законодательства 2007 года.
В своей белой книге 2017 года о "Брексите" британское правительство подтвердило свою приверженность Соглашению. Что касается статуса Северной Ирландии, то в нем говорится, что «правительство четко заявило о своем предпочтении сохранить нынешнее конституционное положение Северной Ирландии: как часть Великобритании, но с тесными связями с Ирландией».
Хотя это и не упоминается явно в Соглашении Страстной пятницы 1998 г., Общая зона поездок между Великобританией и Республикой Ирландия, интеграция ЕС в то время и демилитаризация приграничного региона, предусмотренная договором, привели к фактическому исчезновению границы.

### Раздел и спорт
После раздела Ирландии большинство спортивных организаций продолжили свою деятельность на общеирландской основе. Главным исключением стал футбольный союз (соккер), поскольку отдельные организационные органы были сформированы в Северной Ирландии (Ирландская футбольная ассоциация) и Республике Ирландия (Футбольная ассоциация Ирландии). На Олимпийских играх спортсмен из Северной Ирландии может выбрать, будет ли он представлять либо команду Республики Ирландия (которая выступает как «Ирландия»), либо команду Соединенного Королевства (которая выступает как «Великобритания»).

## Комментарии
1. ↑  Имени Эрскина Чайлдерса нет среди имён пятерых членов ирландской делегации, подписавших Англо-ирландский договор. Он не был согласен с уступками, на которые пошла ирландская сторона, и в начавшейся гражданской войне поддержал Ирландскую республиканскую армию. Его арестовали правительственные силы Ирландского Свободного государства. Он был обвинён в незаконном хранении револьвера и по приговору военного суда расстрелян 24 ноября 1922 года.
2. ↑  Юридически, согласно статье 12 Закона о Конституции Ирландского Свободного государства 1922.
3. ↑  Речь идёт о том, что до 1800 года включительно, то есть до присоединения Ирландии, косой крест на Британском флаге был чисто белым. Красная составляющая в косом кресте на современном флаге Соединенного Королевства символизирует флаг Святого Патрика, то есть Ирландию. При выходе всей Ирландии из Соединенного Королевства, флаг должен был вернуться к своей форме XVIII века. См. подробней Флаг Великобритании